# هوغو بوس (مصمم أزياء)
هوغو فرديناند بوس (8 يوليو 1885 - 9 أغسطس 1948)، هو رجل أعمال ألماني وعضو سابق في الحزب النازي، وهو مؤسس دار الأزياء هوغو بوس إيه جي.
كان عضوًا نشطًا في الحزب النازي منذ عام 1931، وظل كذلك حتى استسلام ألمانيا النازية. كما استخدمت شركته للملابس العمالة القسرية المستمدة من الأراضي المحتلة من قبل ألمانيا ومعسكرات أسرى الحرب، لتصنيع الزي الرسمي لقوات الأمن الخاصة النازية ثم الفيرماخت.

## النشأة
وُلِد بوس في متزنجن، مملكة فورتمبيرج، لأبوين هما لويز (ني مونزينماير) وهاينريش بوس، وكان أصغر خمسة أطفال. تدرب كتاجر، وأكمل خدمته العسكرية من عام 1903 إلى عام 1905، ثم عمل في مصنع للنسيج في كونستانس. في عام 1908، ورث متجر الملابس الداخلية لوالديه في متزنجن وتولى إدارته. في عام 1914، تم تجنيد بوس في الجيش وخدم طوال الحرب العالمية الأولى، وأنهى خدمته كعريف.

## شركة هوغو بوس
افتتح مصنع للملابس مع شريكين عام 1924، وعمل معه 30 عامل، ازدهرت أعماله وحصل على عقود ضخمة، وبسبب الازمة الاقتصادية في ألمانيا اعلنت شركته افلاسها عام 1930.
ابقى لنفسه بعض الالات ليعيد نشاطه العملي وفعلاً بدأت أعماله تنمو وتزدهر بعد عام 1932.
كانت السلطات الألمانية تفرض قواعد معينة على اللباس، ولكون شركته متخصصة بصناعة الملابس الموحدة والعمالية حصل بوس على صفقات ضخمة، وكانت اضخمها عام 1938، حيث حصل على عقد إنتاج البدلات العسكرية للجيش الألماني، واصبحت شركة بوس هوغو الشركة الرسمية المصنعة للبدلات العسكرية للجيش والقوات الخاصة والقادة.
عندما بدأت الحرب العالمية الثانية ازداد الضغط والطلب على البدلات وقد عانت الشركة من قلة الموارد واليد العاملة، فقامت الحكومة بتشغيل الاسرى منهم 140 بولندي و 40 فرنسي وغيرهم، وقد عانى هؤلاء من ظروف قاسية في الشركة وتم تشغيلهم لساعات مجاناً، وكانت وصمة عار في جبين الشركة، وقد خضع للتحقيق بعد انتهاء الحرب بسبب معاملته القاسية للاسرى، كذلك كونه عضو في الحزب النازي، وقد وجد مذنباً وتم تغريمه مبالغ كبيرة.
حققت انتشاراً واسعاً في كل انحاء العالم وكانت الراعي الرسمي للبطولات العالمية، وفي عام 1984 فتحت فرع العطور، وعام 1995 حصلت على رخصة لانتاج الاحذية، وبدأت بانتاج مواد التجميل والالبسة النسائية وملابس الأطفال، وهي الآن الرائدة في صناعة الالبسة والعطور في العالم

## وفاته
توفي بوس في 9 أغسطس عام 1948 بسبب خراج في الأسنان،  في فورتمبيرغ-هوهنزولرن وكان عمره 63 عامًا وقت وفاته.

## الإرث
بعد وفاته استلم الشركة زوج ابنته كل أعماله، وفي عام 1950 تزايدت واشتهرت الشركة وزاد عدد الموظفين، واشتهرت بخياطة الاطقم الرجالية الرسمية، وفي السبعينات تخصصت في كافة الالبسة الرجالية وحصلت على علامتها التجارية عام 1977.

## روابط خارجية
- هوغو بوس على موقع IMDb (الإنجليزية)
- هوغو بوس على موقع إن إن دي بي (الإنجليزية)